# راغنار غوستافسون
راغنار غوستافسون (بالسويدية: Ragnar Gustavsson)‏ (28 سبتمبر 1907) لاعب كرة قدم سويدي راحل كان يجيد اللعب في خط الهجوم.
لعب طوال مسيرته الرياضية في نادي غايس.
شارك مع منتخب السويد في بطولة كأس العالم 1934 في إيطاليا حيث خرج من الدور الربع النهائي.

## مسيرته الكروية
لعب راغنار غوستافسون خلال مسيرته الاحترافية مع نادِ واحدٍ في سبعة مواسم وسجل خلالها 57 هدفًا ضمن 109 مباراة. ولم يفز بأي موسم بالكأس وفاز في موسم واحد بالدوري.
خاض راغنار غوستافسون مسيرته مع نادي غايس غوتنبرغ في موسم 1929–30 ليلعب معه سبعة مواسم، مشاركًا في 109 مباراة سجل خلالها 57 هدفًا.

## وصلات خارجية
- راغنار غوستافسون على موقع الاتحاد الدولي (مؤرشف)  (الإنجليزية)
- راغنار غوستافسون على موقع اتحاد السويد (السويدية)
- راغنار غوستافسون على موقع قاعدة بيانات كرة القدم.إي يو (الإنجليزية)
- راغنار غوستافسون على موقع ناشيونال فوتبول تيمز (الإنجليزية)
- راغنار غوستافسون على موقع عالم كرة القدم.نت (الإنجليزية)

- هذا سيرة ذاتية